# 大野治純
大野 治純（おおの はるずみ）は、安土桃山時代から江戸時代前期にかけての武将。徳川氏の家臣。通称は壱岐守。別名に治氏（はるうじ）などともする。

## 生涯
大野定長の子というが、諸系図には名前がない。定長の子ならば、兄に治長・治房・治胤がいるので四男となる。
長じて徳川家康に仕え、使番となった。知行は2,000石とも、3,000石ともいう。
慶長19年（1614年）、片桐且元との連絡役を務め、方広寺の大仏供養（京の大仏）をする旨の書状（板倉勝重との連署）を受け取るが、これが後に方広寺鐘銘事件に発展すると、淀殿は母の大蔵卿局を正使として送り、これが家康と面会する際に仲介をした。9月に且元らが大坂から出奔すると、その経緯を詰問する使者として駿府より派遣されたが、兄・治長に怪しまれて入城を拒絶される。
10月、織田有楽や治長を介して家康が和睦を望んでいると再度伝えた。大坂冬の陣が始まった後にも、11月にまた使者となり、捕虜を治長のもとに送り返し、重ねて和睦を勧めた。
慶長20年（1615年）、和睦成立の後の4月9日に治長が闇討ちによって負傷すると、治純は家康の許可を得て、兄を見舞った。
大坂城の落城を知ると、公儀を憚り、暴病（急病の意味）で亡くなったことにするように言い含めて、京都で自害した。